# Liste der Monuments historiques in Lebeuville
Die Liste der Monuments historiques in Lebeuville führt die Monuments historiques in der französischen Gemeinde Lebeuville auf.

## Liste der Objekte
| Bezeichnung | Beschreibung                                                                          | Standort                       | Kennzeichnung | Schutzstatus | Datum | Bild |
| ----------- | ------------------------------------------------------------------------------------- | ------------------------------ | ------------- | ------------ | ----- | ---- |
| Seitenaltar | Altartisch und Retabel; Holz, farbig gefasst, um 1720, aus dem Umfeld von Jean Bailly | in der Kirche St-Martin (Lage) | PM54000356    | Classé       | 1984  |      |